# Latini
Latini (lat. Latini) jedan od italskih naroda, nastanjivali su prvobitno relativno ograničen teritorij južno od Tibra, po njima nazvanu Lacij (Latium), koja je u povijesno doba bila dodatno smanjena invazijom Volska u područje između Albanskih brda (Albanus mons) i Aurunskih planina (tzv. Latium Novum ili Latium adiectum). Glavni su povijesna središta bila Alba Longa, Tuskul (Tusculum), Lavinij (Lavinium), Ardeja (Ardea), Tibur (danas Tivoli) i Prenesta (Praeneste, danas Palestrina), dok su volščanski centri bili Velitra (danas Velletri), Signija (danas Segni), Kora (danas Cori), Satrik (Satricum), Ancij (Antium) i Anksur (volš. Anxur, latinski naziv Tarracina, danas Terracina).
Povijesni značaj plemena Latina vezan je uz grad Rim.
Latini su bili udruženi u savez, čije je sjedište bilo Jupiterovo svetilište na Albanskim brdima.

## Vanjske poveznice
- Distinguishing the terms:Latins and Romans